# Euglena gracilis
Euglena gracilis — вид прісноводних джгутикових одноклітинних організмів класу Euglenoidea типу евгленових (Euglenozoa). Живе у ставках та озерах по всьому світу. Використовується в різноманітних наукових дослідженнях, оскільки здатний реагувати на світлові подразники.

## Опис
Клітинна мембрана з глікопротеїну, дуже гнучка, що дозволяє клітині змінювати форму відповідно до подразників. Клітина може приймати тонку і ланцетну форму з максимальною довжиною 100 мкм, або стати сферичною діаметром 20 мкм. Кожна клітина має два джгутики, але лише один з яких виходить із джгутикової кишені в передній частині клітини. У кишені знаходиться також фоторецепторна пляма, над якою розташована структура, багата пігментами (стигма), яка, можливо, також бере участь у процесі сприйняття світла. Завдяки цій плямі клітина може рухатися до світла, сприяючи процесу фотосинтезу хлорофіл. Клітина містить від шести до дванадцяти сплюснутих, щитоподібні хлоропластів.